# 西兰岛西线铁路
西兰岛西线铁路（丹麦语全称：Den sjællandske Vestbane，丹麦语简称：Vestbanen）是丹麦西兰岛上的一条干线铁路，全线大致呈东西走向。东起哥本哈根火车总站，西至科瑟站。自西端终点站继续向西，则可经横跨大贝尔特海峡的公铁两用跨海隧桥大贝尔特桥通向菲英岛。

## 历史
西兰岛西线铁路是丹麦第一条铁路，1847年6月26日通车。通车之初仅包括哥本哈根—罗斯基勒部分，因而在通车初期又称“哥本哈根—罗斯基勒铁路”。 1856年4月27日，罗斯基勒—科瑟部分通车。西兰岛西线铁路在通车初期由西兰岛铁路公司运营，西兰岛铁路公司及其所属的铁路线路后被国营企业丹麦国家铁路接管。1997年连接西兰岛和菲英岛的公铁两用跨海隧桥大贝尔特桥铁路部分通车后，为配合这一工程，西兰岛西线铁路西端终点站科瑟站搬至现址，之前位于科瑟站的铁路轮渡随之停用。

## 与霍耶-措斯楚普铁路的关系
西兰岛西线铁路中的哥本哈根火车总站⟷霍耶-措斯楚普站部分曾为四线铁路，其中两线现已改建为由哥本哈根市郊铁路使用的霍耶-措斯楚普铁路。霍耶-措斯楚普铁路与西兰岛西线铁路哥本哈根火车总站⟷霍耶-措斯楚普站部分并列布置，但站距更小。即所有西兰岛西线铁路哥本哈根火车总站⟷霍耶-措斯楚普站部分所属的车站均为霍耶-措斯楚普铁路所属的车站，但部分霍耶-措斯楚普铁路所属的车站不是西兰岛西线铁路所属的车站。包括西兰岛西线铁路在内的丹麦国家铁路所属的主线铁路采用交流 25千伏 50赫兹 架空电缆供电，而包括霍耶-措斯楚普铁路在内的由哥本哈根市郊铁路所使用的铁路线路采用直流 1650伏 架空电缆供电，这使得两者的电气化火车难以通用，哥本哈根市郊铁路的轨道亦与主线铁路相对独立。因为霍耶-措斯楚普铁路由西兰岛西线铁路哥本哈根火车总站⟷霍耶-措斯楚普站部分中的两条股道改建而来，因而有部分资料将霍耶-措斯楚普铁路视为西兰岛西线铁路的一部分。

## 运营中车站
| 车站             | 里程      |
| ---------------- | --------- |
| 哥本哈根火车总站 | 0千米     |
| 瓦尔比站         | 3.9千米   |
| 格洛斯楚普站     | 11.2千米  |
| 霍耶-措斯楚普站  | 19.5千米  |
| 海泽胡瑟讷站     | 24.2千米  |
| 特雷克罗纳站     | 28.3千米  |
| 罗斯基勒站       | 31.3千米  |
| 西兰岛维比站     | 42.5千米  |
| 博鲁普站         | 49.7千米  |
| 灵斯泰兹站       | 63.9千米  |
| 索勒站           | 78.3千米  |
| 斯拉厄尔瑟站     | 92.9千米  |
| 科瑟站           | 108.3千米 |

注1：不包括属霍耶-措斯楚普铁路且仅由哥本哈根市郊铁路使用的车站。
注2：格洛斯楚普站客运部分目前仅有哥本哈根市郊铁路列车停靠，但仍有主线铁路货运列车停靠。